# Temporada da Indy Pro Series de 2003
Essa foi a 18° temporada do campeonato.
| Place | Name                | Country        | Team                             | Total Points | Estados Unidos | Estados Unidos | Estados Unidos | Estados Unidos | Estados Unidos | Estados Unidos | Estados Unidos | Estados Unidos | Estados Unidos | Estados Unidos | Estados Unidos | Estados Unidos |  |
| ----- | ------------------- | -------------- | -------------------------------- | ------------ | -------------- | -------------- | -------------- | -------------- | -------------- | -------------- | -------------- | -------------- | -------------- | -------------- | -------------- | -------------- |  |
| 1     | Mark Taylor         | Reino Unido    | Panther Racing                   | 482          | 52             | 52             | 35             | 30             | 50             | 52             | 52             | 24             | 17             | 50             | 52             | 16             |  |
| 2     | Jeff Simmons        | Estados Unidos | Keith Duesenberg Racing          | 407          | 16             | 30             | 32             | 40             | 16             | 32             | 40             | 50             | 52             | 35             | 24             | 40             |  |
| 3     | Ed Carpenter        | Estados Unidos | A. J. Foyt Enterprises           | 377          | 15             | 17             | 52             | 32             | 42             | 17             | 26             | 32             | 30             | 42             | 40             | 32             |  |
| 4     | Thiago Medeiros     | Brasil         | Genoa Racing                     | 371          | 40             | 40             | 11             | 28             | 26             | 30             | 35             | 19             | 35             | 22             | 35             | 50             |  |
| 5     | Cory Witherill      | Estados Unidos | Hemelgarn 91/Johnson Motorsports | 336          | 18             | 22             | 40             | 18             | 30             | 28             | 15             | 40             | 40             | 28             | 22             | 35             |  |
| 6     | Aaron Fike          | Estados Unidos | Hemelgarn 91/Johnson Motorsports | 328          | 24             | -              | 28             | 52             | 32             | 16             | 32             | 28             | 28             | 30             | 28             | 30             |  |
| 7     | Arie Luyendyk Jr.   | Países Baixos  | Sinden Racing                    | 299          | 32             | 20             | 15             | 35             | 18             | 22             | 19             | 35             | 32             | 32             | 20             | 19             |  |
| 8     | Tom Wood            | Canadá         | Sam Schmidt Motorsports          | 235          | 28             | 15             | 17             | 20             | 35             | 40             | 30             | 30             | 20             | -              | -              | -              |  |
| 9     | Paul Dana           | Estados Unidos | Kenn Hardley Racing              | 234          | 17             | 28             | 26             | 17             | 17             | 26             | 20             |                |                |                |                |                |  |
| 9     | Paul Dana           | Estados Unidos | Brian Stewart Racing             | 234          |                |                |                |                |                |                |                | 26             | 24             | 17             | 16             | -              |  |
| 10    | Gary Peterson       | Estados Unidos | Automatic Fire Sprinklers Racing | 217          | 19             | 16             | 14             | 24             | 19             | -              | 22             | 18             | 26             | 24             | 15             | 20             |  |
| 11    | Brandon Erwin       | Estados Unidos | Sam Schmidt Motorsports          | 213          | 35             | 32             | 19             | 19             | 28             | 20             | 18             | 20             | 22             | -              | -              | -              |  |
| 12    | Matt Beardsley      | Estados Unidos | Beardsley Motorsports            | 184          | 26             | 24             | 12             | 22             | 22             | 24             | 14             | -              | -              | -              | 26             | 14             |  |
| 13    | G. J. Mennen        | Estados Unidos | Automatic Fire Sprinklers Racing | 175          | -              | -              | -              | -              | 24             | -              | 24             | 24             | 19             | 26             | 33             | 26             |  |
| 14    | Jonathan Urlin      | Canadá         | Brian Stewart Racing             | 166          | 30             | 26             | 30             | 26             | 20             | 18             | 16             | -              | -              | -              | -              | -              |  |
| 15    | Marty Roth          | Canadá         | Brian Stewart Racing             | 124          | 22             | 19             | -              | -              | -              | -              | 28             | -              | -              | 20             | 17             | 18             |  |
| 16    | Billy Roe           | Estados Unidos | Bowes Seal Fast Racing           | 107          | -              | -              | 16             | -              | -              | -              | -              | -              |                |                |                |                |  |
| 16    | Billy Roe           | Estados Unidos | Kenn Hardley Racing              | 107          |                |                |                |                |                |                |                |                | 18             | 19             | 30             | 24             |  |
| 17    | Ronnie Johncox      | Estados Unidos | Rev1 Racing                      | 62           | 20             | 18             | 24             | -              | -              | -              | -              | -              | -              | -              | -              | -              |  |
| 18    | Ross Fonferko       | Estados Unidos | Sam Schmidt Motorsports          | 52           | -              | -              | -              | -              | -              | 35             | 17             | -              | -              | -              | -              | -              |  |
| 19    | Rolando Quintanilla | México         | Bowes Seal Fast Racing           | 48           | -              | -              | 20             | -              | -              | -              | -              | -              | -              | -              | -              | 28             |  |
| 20    | Taylor Fletcher     | Estados Unidos | Sam Schmidt Motorsports          | 47           | -              | -              | -              | -              | -              | -              | -              | -              | -              | 16             | 18             | 13             |  |
| 21    | Marco Cioci         | Itália         | Sam Schmidt Motorsports          | 40           | -              | -              | 22             | -              | -              | -              | -              | -              | -              | 18             | -              | -              |  |
| 22    | Tony Ave            | Estados Unidos | Hemelgarn 91/Johnson Motorsports | 35           | -              | 35             | -              | -              | -              | -              | -              | -              | -              | -              | -              | -              |  |
| 23    | Brad Pollard        | Estados Unidos | Sam Schmidt Motorsports          | 34           | -              | -              | -              | -              | -              | -              | -              | -              | -              | -              | 19             | 15             |  |
| 24    | Dane Carter         | Estados Unidos | Panther Racing                   | 22           | -              | -              | -              | -              | -              | -              | -              | -              | -              | -              | -              | 22             |  |
| 25    | Dave Steele         | Estados Unidos | Brian Stewart Racing             | 19           | -              | -              | -              | -              | -              | 19             | -              | -              | -              | -              | -              | -              |  |
|       | Tony Turco          | Estados Unidos | Brian Stewart Racing             | 19           | -              | -              | -              | -              | -              | -              | -              | -              | -              | -              | -              | 19             |  |
| 27    | Scott Harrington    | Estados Unidos | Automatic Fire Sprinklers Racing | 18           | -              | -              | 18             | -              | -              | -              | -              | -              | -              | -              | -              | -              |  |
| 28    | Moses Smith         | Estados Unidos | Kenn Hardley Racing              | 17           | -              | -              | -              | -              | -              | -              | -              | 17             | -              | -              | -              | -              |  |
| 29    | Lloyd Mack          | Estados Unidos | Sam Schmidt Racing               | 14           | 14             | -              | -              | -              | -              | -              | -              | -              | -              | -              | -              | -              |  |
| 30    | Craig Dollansky     | Estados Unidos | Brian Stewart Racing             | 13           | -              | -              | 13             | -              | -              | -              | -              | -              | -              | -              | -              | -              |  |

1. ↑  «Indy Lights Presented By Cooper Tires». www.indylights.com. Consultado em 10 de agosto de 2019